# Rustpunt

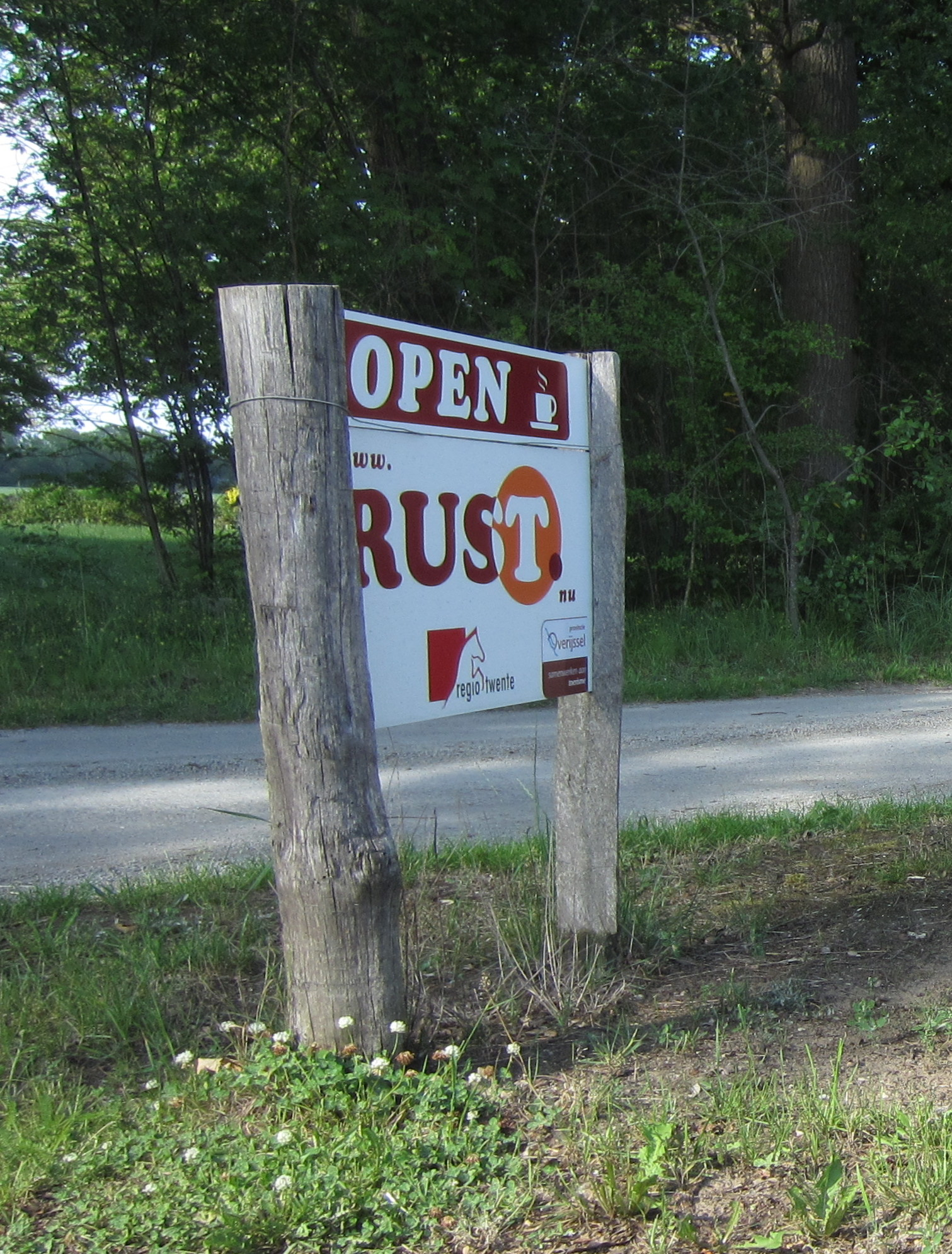
Rustpuntbord in Holthuizen (Ov.)

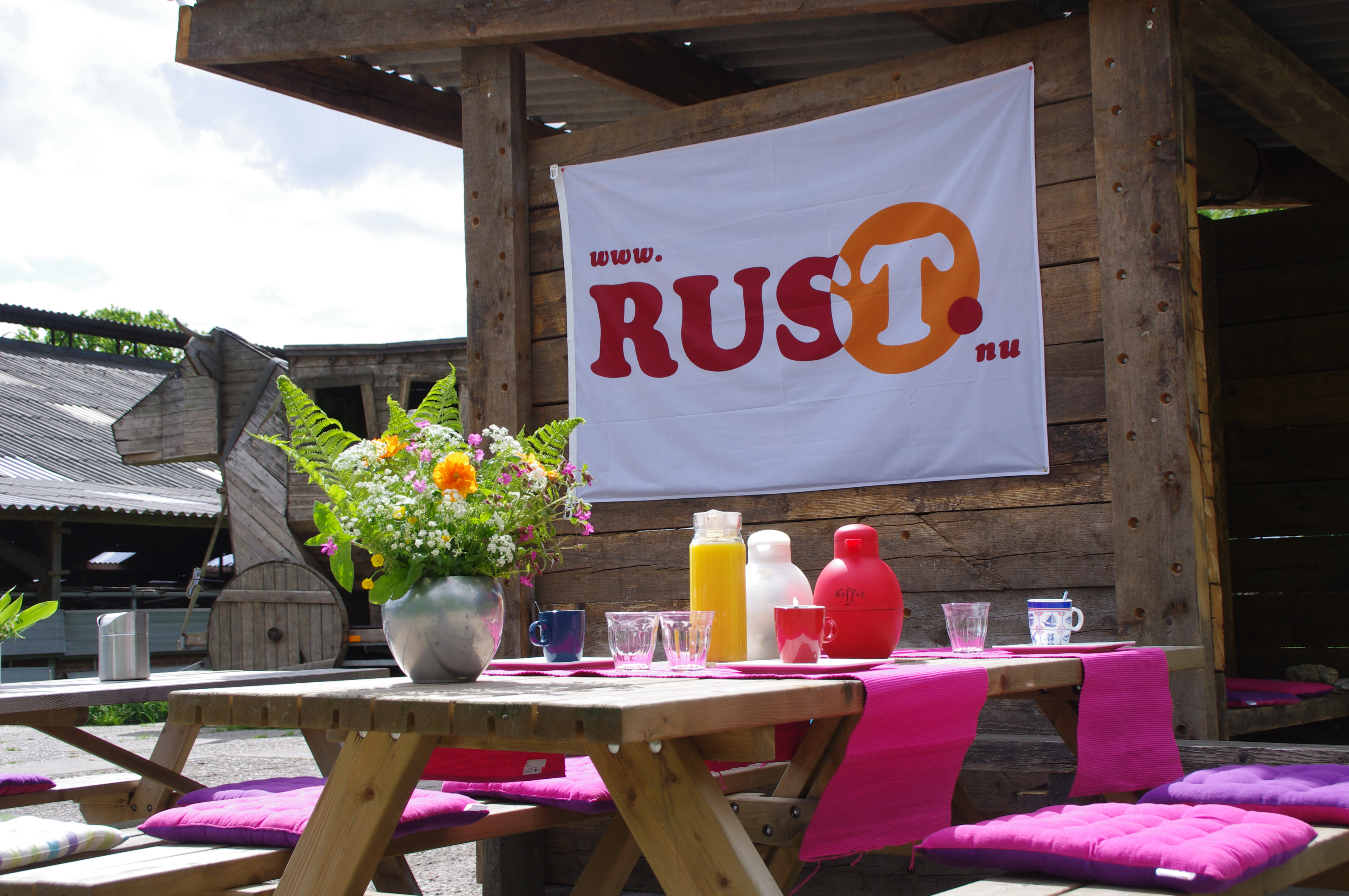
Opstelling van een rustpunt

Een Rustpunt is een ontspanningsplaats voor recreanten, veelal ingericht bij bestaande bebouwing, in het buitengebied gelegen en vlak bij routestructuren. In Gelderland, Overijssel, Utrecht, Noord-Holland, Friesland, Groningen, Drenthe en een klein gebied in Zuid-Holland treft men ze aan. Fietsers en wandelaars kunnen er terecht als het bord 'open' op het Rustpuntbord staat en treffen een simpel bakje koffie, thee en fris met wat lekkers erbij aan. Er kan van het toilet gebruik gemaakt worden, de elektrische fiets kan worden opgeladen of gerepareerd en er ligt informatie over beleving in de directe omgeving; dit tegen een vrijwillige bijdrage. De Rustpunten zijn tevens vindbaar op de fietsknoop app en door het woord rustpuntzoeker op een smartphone in te tikken.
De eerste Rustpunten ontstonden in 2004 in Salland. Het initiatief was afkomstig van Heemskerk Advies- en Ontwikkelingsbureau en de Stichting Rustpunt is verantwoordelijk voor de ontwikkeling en het onderhoud van het Rustpuntennetwerk. Het idee voor de Rustpunten is geïnspireerd op stalletjes langs de weg, waarin bewoners eigen producten als groente, bloemen en jam aan passanten aanbieden.
Anno 2022 zijn er ongeveer zevenhonderd Rustpunten.